# Дайс, Мартин

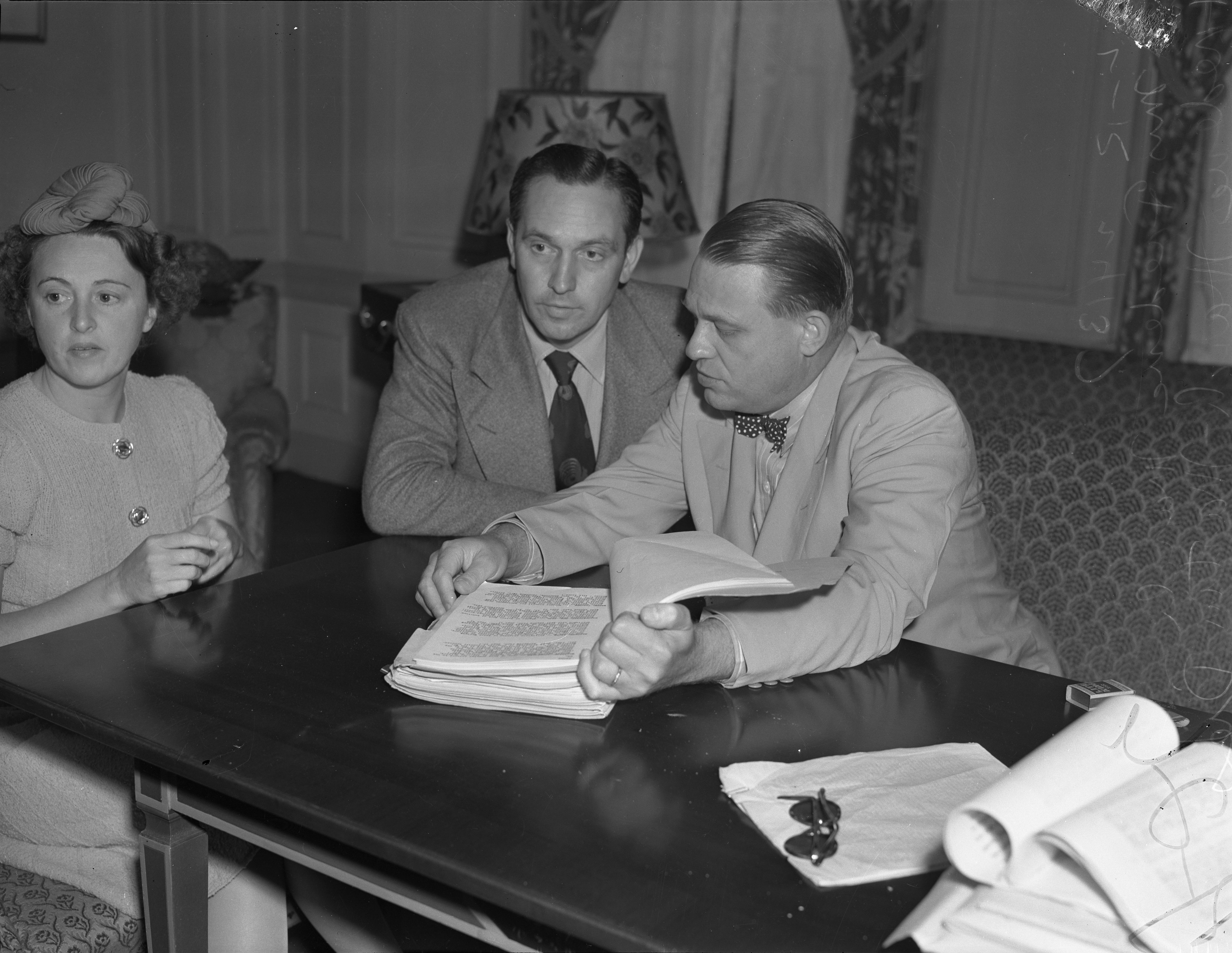
Актер Фредрик Марч, его супруга Флоренс и Мартин Дайс на слушаниях в Комитете по расследованию антиамериканской деятельности в Лос-Анджелесе, 1940

Мартин Дайс (англ. Martin Dies) (5 ноября 1901 года — 14 ноября 1972 года) американский политик-демократ из Техаса, член Палаты представителей Соединенных Штатов. Он был избран в Конгресс 72-го и шести последующих созывов (4 марта 1931 года — 3 января 1945 года). В 1944 году Дайс не был переизбран, но вновь попал в Конгресс 83-го и двух последующих созывов (3 января 1953 года — 3 января 1959 года). Не добивался выдвижения в 1958 году. В 1941 и 1957 годах он дважды был побеждён на стадии праймериз в Сенат США. Скончался, занимая пост первого председателя Специальной комиссии по расследованию антиамериканской деятельности с 1937 по 1944 год.

## Биография
Дайс-мл. родился в Колорадо-Сити, штат Техас, 5 ноября 1901 года в семье Мартина Дайса-старшего, который был членом Палаты представителей Конгресса США с 1909 по 1919 гг. Он учился в Техасском университете и получил степень бакалавра права в Школе права Национального университета, Вашингтон, округ Колумбия. Дайс работал адвокатом в Маршалле, штат Техас и Ориндже, штат Техас, и со временем стал окружным судьей. В 1931 году Дайс был избран в Палату представителей от 2-го округа Техаса, который его отец представлял в течение десятилетия, став тем самым конгрессменом-демократом второго поколения.
После Биржевого краха Уолл-стрит в 1929 году он написал в «Chicago Herald-Examiner», что «большая численность иностранцев является основной причиной безработицы»:377. 
Благодаря поддержке влиятельного техасца Джона Нэнса Гарнера Дайс стал членом важного Комитета по внутренним правилам. Вначале Дайс полностью поддержал Новый курс, поскольку эта политика была направлена на оказание помощи пострадавшим аграгрным районам, которые он представлял на Конгрессе. Однако, будучи консервативным южанином, он выступил против политики Ф. Д. Рузвельта после выборов 1936 года, когда профсоюзы начали играть гораздо большую роль в политической жизни.
В 1938 году он возглавил Специальную комиссию по расследованию антиамериканской деятельности и оставался у руля до 1944 года. Дайс часто был в центре внимания средств массовой информации.

### Специальная комиссия по расследованию антиамериканской деятельности
Дайс и Сэмюэл Дикстайн стояли у истоков Комиссии по расследованию антиамериканской деятельности, первоначально известной как «Комиссия Дайса» (англ. Dies Committee), впоследствии — HUAC (1946). Председательствуя в Комиссии с 1938 по 1944 год, объявил «крестовый поход» против правых и левых радикалов и подрывных сил в правительстве и других организациях по всей стране. Комиссия Дайса отслежива так называемых «внедренных коммунистов» (англ. Communist infiltrators) и сочувствующих компартии (англ. fellow travelers) . По данным проекта «Венона», рассекреченным в 1990-е годы, Сэмюэл Дикстайн был советским агентом влияния.

### Комиссия Дайса и Ку-клукс-клан
В годы до и во время Второй мировой войны предполагалось, что работа Комиссии Дайса будет направлена главным образом на участие американцев немецкого происхождения в нацистской деятельности и деятельности Ку-клукс-клана, на такие организации, как Германоамериканский союз. Что касается расследования деятельности Клана, то Комиссия фактически мало что сделала.

### Ширли Темпл и Голливуд
Хотя в Конгрессе ранее проводились слушания по коммунистической и нацистской деятельности, слушания в Комиссии Дайса привлекли больше общественного внимания. В 1938 году Комиссия была подвергнута критике за включение ребёнка-кинозвезды Ширли Темпл, которой в то время было 10 лет, в список голливудских деятелей, пославших приветствия французской коммунистической газете Ce Soir. Администрация Рузвельта упомянула об этих нападках, когда министр внутренних дел Гарольд Икес заявил: «Они нашли там опасных радикалов во главе с малюткой Ширли Темпл». Министр труда Фрэнсис Перкинс добавила, что Ширли Темпл родилась американской гражданкой и не должна участвовать в обсуждении таких «нелепых откровений». Комиссия отреагировала посредством радиопередачи NBC, в которой были дословно зачитаны показания доктора Дж. Б. Мэтьюса, послужившие поводом к расследованию Ширли Темпл. В этом свидетельстве д-р Мэтьюз заявил: 
 Коммунистическая партия в значительной степени полагается на небрежность или равнодушие тысяч выдающихся граждан, дающих использовать их имена в пропагандистских целях. Например, французская газета Ce Soir, которая принадлежит непосредственно Коммунистической партии, публиковала приветствия Кларка Гейбла, Роберта Тейлора, Джеймса Кэгни и даже Ширли Темпл. …Надеюсь, никто не станет утверждать, что кто-то из этих людей сам по себе является коммунистом. 

## Ответная реакция
Дайса критиковали за то, что он использовал свою Комиссию для продолжения своей личной кампании по срыву мероприятий Нового курса в конце 1930-х и начале 1940-х годов. Например, в 1938 году губернатор Мичигана Фрэнк Мерфи проиграл на выборах после того, как его назвали «коммунистом или коммунистическим обманщиком» во время дачи показаний в Комиссии. Министерство труда, Федеральный театральный проект и Писательский проект, а также Национальный совет по трудовым отношениям подвергались аналогичным обвинениям. В то время как Комиссия якобы расследовала как коммунистов, так и фашистов, Дайса в первую очередь интересовал возможный коммунистический заговор, о чем свидетельствует его собственная книга «Троянский конь в Америке» (англ. The Trojan Horse in America). В 1940 году конгрессмен Фрэнк Юджин Хук попытался дискредитировать Комиссию и лично Дайса, представив доказательства, связывающие Дайса с агитатором и спиритуалистом Уильямом Дадли Пелли. Однако, Дайс смог показать, что документы, на которые ссылался Хук, были подделаны.
Дайс высказывал опасения по поводу «расового вопроса», так как он был связан с предоставлением минимальной заработной платы в соответствии с законами о справедливых стандартах труда (англ. Fair Labor Standards Acts), где говорится: «То, что предписано для одной расы, должно быть предписано для других, и вы не можете назначить такую же заработную плату для темнокожего мужчины, как для белого мужчины».
Воодушевленный своей победой над Крюком и увеличением бюджета Комиссии в четыре раза, Дайс начал выступать со всё более скандальными обвинениями. В марте 1942 года он написал письмо вице-президенту Генри Уоллесу, в котором утверждалось, что 35 членов Совета по экономической деятельности в военный период (англ. Board of Economic Warfare), возглавляемого Уоллесом, были членами коммунистических организаций. В частности, он выделил одного члена, Мориса Пармели, как сочувствующего коммунистам и нудиста, основываясь на книге Пармели 1926 года «Новая гимнософия» (англ. The New Gymnosophy). Пармели действительно был сторонником т. н. гимнософии, формы аскетизма, возникшей среди двух немецких нудистов, но его отношение к американской национальной безопасности никогда не было убедительно доказано.
Публичные обвинения Дайса и распространение слухов произошли во время Второй мировой войны, в то время, когда США и СССР были военными союзниками, противостоявшими Третьему Рейху. Дайс выступал против оказания помощи Советскому Союзу: «оказание Америкой помощи России — глупость: немцы только завладеют нашим снаряжением». Вместо того, чтобы содействовать усилиям по розыску нацистских шпионов, Дайс продолжил свою работу, концентрируясь на поиске коммунистических шпионов в государственных органах США, и запомнился во многом как предшественник эпохи маккартизма, в ходе которой он также сыграл свою роль, продолжая разоблачать проникновение коммунистов в государственные ведомства, общественные и культурные организации США.

## Более поздняя политическая деятельность
Дайс неудачно выставлял свою кандидатуру на специальных выборах в Сенат США в конце июня 1941 года, пытаясь занять место, освободившееся после смерти сенатора Морриса Шеппарда . Дайс финишировал четвертым, проиграв действующему губернатору Паппи О’Дэниелу, который едва не победил конгрессмена Линдона Б. Джонсона в ходе его первой кампании в Сенат.
Дайс, выступая с критикой Конгресса производственных профсоюзов, заявил о том, что обнаружил в его рядах 280 активистов, деятельность которых финансировалась поддерживаемой Советским Союзом Коммунистической партией США. Дайс ушёл из Конгресса в 1944 году, после того, как КПП начал кампанию по регистрации избирателей в его избирательном округе и нашел кандидата для противодействия ему. Дайс поддержал политическую группу техасских консервативных демократов (англ. Texas Regulars), выступавших против Рузвельта на президентских выборах 1944 года.
Дайс был переизбран в Палату представителей в 1952 году, когда Техас получил еще одно место в результате перераспределения. В 1957 году он снова баллотировался в Сенат на дополнительных выборах, чтобы завершить срок избранного губернатором Прайса Дэниела. Он получил 30 процентов голосов избирателей, уступив Ральфу Ярборо, который лидировал с 38 процентами. Республиканец Тад Хатчесон, юрист из Хьюстона, занял третье место с 23 процентами. Тогда на специальных выборах в Техасе не требовался второй тур, хотя Дайс и Хатчесон в совокупности получили 53 процента голосов. Ярборо занял место в Сенате, которое он занимал до 3 января 1971 года.
Дайс подписал т. н. Южный манифест (англ. Southern Manifesto) 1956 года против десегрегации государственных школ, которая осуществлялась по решению Верховного суда США по делу «Браун против Совета по образованию».
Дайс вновь вышел в отставку в январе 1959 года.
Автор книг: The Trojan Horse in America (1940), Martin Dies Story (1963).

## Кончина
Дайс скончался 14 ноября 1972 года, предположительно, от сердечного приступа.